# 城中城—武吉免登空橋系統

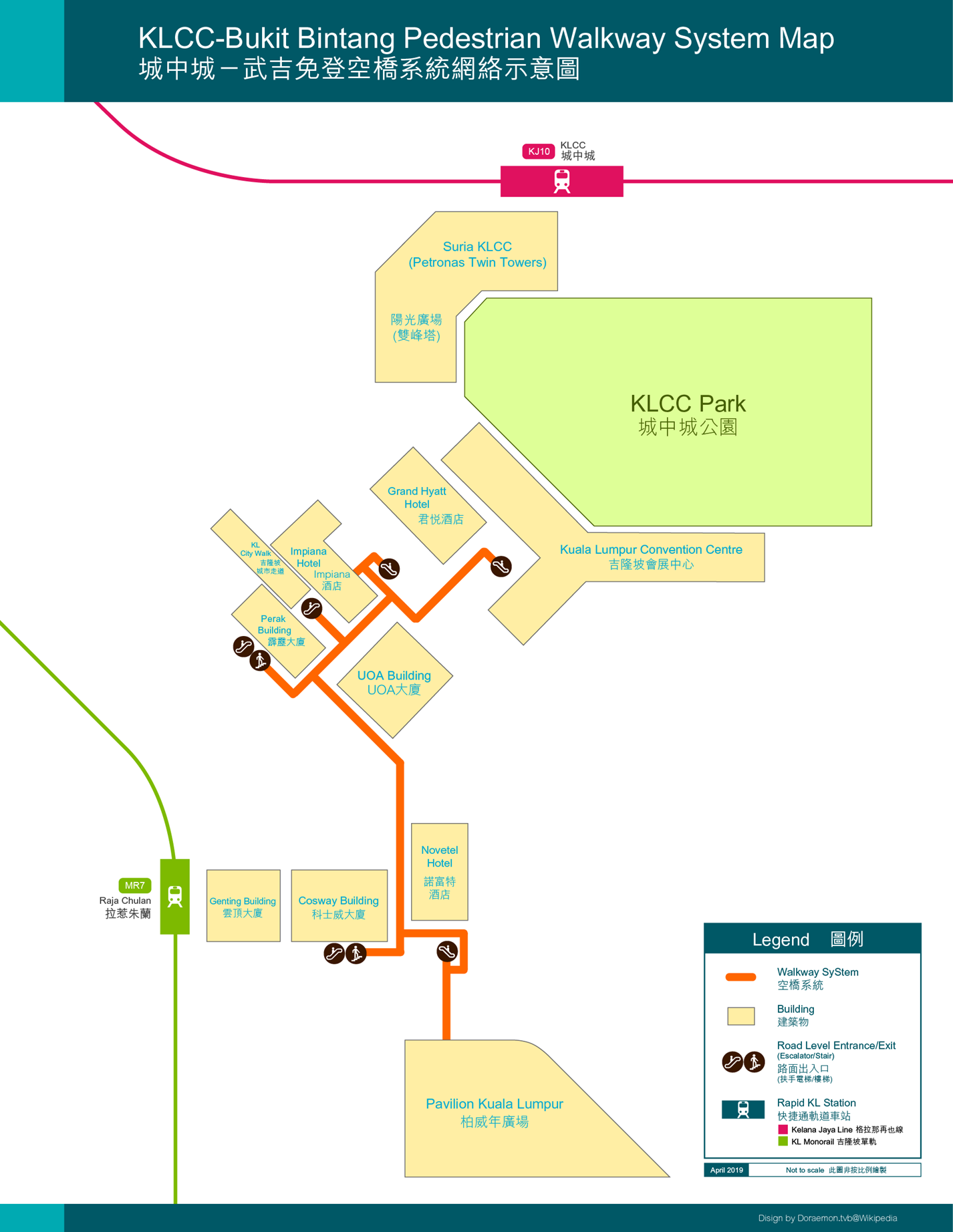
空橋系統示意圖

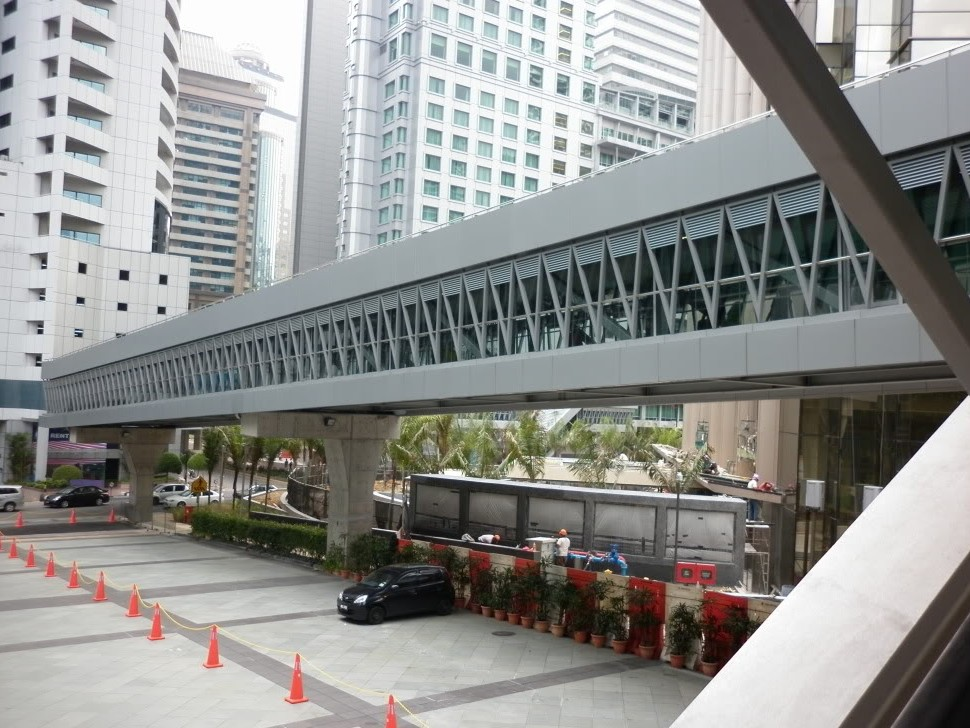
空橋系統外觀

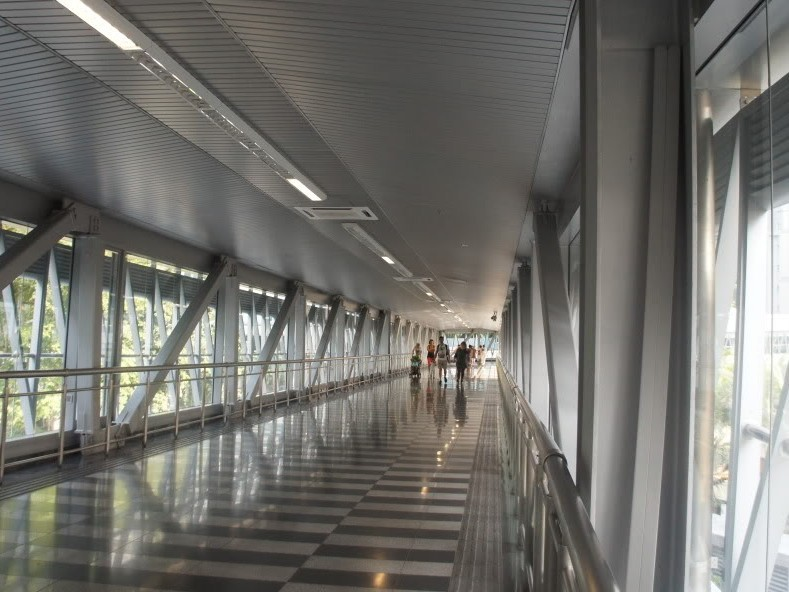
空橋系統內觀

城中城-武吉免登空橋系統（KLCC-Bukit Bintang Pedestrian Walkway），又稱城中城-武吉免登高架行人走道是往來吉隆坡雙峰塔城中城至武吉免登的行人交通系統，是由一系列的地下通道和空橋所組成，全長1.173公里，開放時間為每日清晨6點至凌晨12點。

## 興建背景
此行人交通系統是由馬來西亞國家石油公司（Petronas）的子公司吉隆坡城中城控股有限公司（KLCC Holdings）與吉隆坡市政局攜手合作建設，為大吉隆坡計劃的重要設施之一，於2012年1月全面開放。其中長562公尺、寬5公尺的空橋，銜接繁忙地帶檳榔路（Jln Pinang）、霹靂路（Jalan Perak）、拉惹朱蘭路（Raja Chulan）設有空調系統，空橋所有出口都設有電動扶梯和電梯方便行人出入，其他長達598公尺銜接至陽光廣場的路段為地下隧道，走完全程需要20分鐘。
目前的空橋系統共有5個出口，分別連接了柏威年廣場(Pavilion Kuala Lumpur)、吉隆坡城中城國際會展中心（KLCC Convention Centre）、陽光廣場（Suria KLCC）、城中城輕快鐵站、Avenue K商場、吉隆坡城市走道（KL City Walk）、Impiana酒店等重要設施，改善了武吉免登與吉隆坡城中城兩大商圈無公共交通直接連接的問題外，也使民眾避開了馬來西亞炎熱、晴時多雨的天氣及避開交通繁忙的馬路，促成了兩大商圈的人流往來，加上落地玻璃窗，客人民眾邊走邊欣賞吉隆坡市中心的都會景觀。每日有大量行人使用此空橋系統來往吉隆坡雙峰塔和武吉免登，此計劃也是大吉隆坡計劃中，改善吉隆坡行人走道空間的首個期間計劃，因此市政府當局也派遣不少的保安人員駐守在內，同時也設置大量的閉路電視，以維護空橋系統內的安全。

## 銜接景點
- 柏威年廣場 (Pavilion Kuala Lumpur)
- 吉隆坡会展中心 (Kuala Lumpur Convention Centre)
- 吉隆坡城中城水族館 (Aquarium KLCC)
- 陽光廣場 (Suria KLCC)
- 吉隆坡城中城公园 (KLCC Park)
- 城中城站 (KLCC LRT Station)
- 拉惹朱蘭站 (Raja Chulan Monorail Station)
- 吉隆坡城市走道 (KL Citywalk)
- Avenue K商場 (Avenue K)
- 吉隆坡君悅酒店 (Grand Hyatt Hotel)
- 吉隆坡香格里拉商貿酒店 (Traders Hotel)
- Impiana酒店（Impiana Hotel）
- 霹雳路（Jalan Perak）
- 檳榔路（Jalan Pinang）
- 拉惹朱蘭路 (Jalan Raja Chulan)
- UOA大廈 (Wisma UOA)
- 霹靂大廈 (Wisma Perak)
- 科士威大廈 (Wisma Cosway)
- 雲頂大廈 (Wisma Genting)

## 外部連結
- 星洲日報 城中城-武吉免登‧高架走道銜接 2012年1月 （页面存档备份，存于）
- 中國報 城安全舒適 資訊準確 城中城空中走廊讚！ 2012年3月[永久]